# Joaquim Ernesto de Brandemburgo-Ansbach
Joaquim Ernesto de Brandemburgo-Ansbach (22 de junho de 1583 - 7 de março de 1625) foi um nobre alemão. Governou o estado de Brandemburgo-Ansbach como marquês entre 1603 e 1625, tendo sucedido ao seu pai, o marquês João Jorge de Brandemburgo. Após a sua morte foi sucedido pelo seu filho mais velho, Frederico III.

## Origens
Joaquim Ernesto era filho do príncipe-eleitor João Jorge de Brandemburgo e da sua terceira esposa, a princesa Isabel de Anhalt-Zerbst. Em 1603, assumiu o governo da Marca de Brandemburgo-Ansbach após a extinção de uma antiga linha franconiana dos Hohenzollern devido à morte de Jorge Frederico, o Velho do ramo Ansbach-Jägerndorf. Joaquim Ernesto criou o ramo secundário da linha de Ansbach dentro da linha franconiana dos Hohenzollern.

## Regras de sucessão
O seu antecessor, o marquês Jorge Frederico, tinha estabelecido a sucessão dos seus dois territórios franconianos (Brandemburgo-Ansbach e Brandemburgo-Kulmbach) no Tratado Doméstico de Gera em 1598. Segundo as disposições deste tratado, o marquês Joaquim Ernesto ficaria com Brandemburgo-Ansbach e o seu irmão Cristiano iria governar o território vizinho de Brandemburgo-Kulmbach. Posteriormente, Cristiano mudou a sua capital para a cidade de Bayreuth, mudando assim o nome do território para Brandemburgo-Bayreuth.

## União protestante
Durante os conflitos religiosos no início do século XVII, Joaquim Ernesto colocou-se mais frequentemente do lado Calvinista e também apoiou a luta pela independência dos Países Baixos. Teve um papel activo na criação da Aliança Protestante da União Protestante em 1608 e operava no seu território, sediada no mosteiro secular de Auhausen, perto de Nördlingen. Contudo, a União foi dissolvida em 1621, após o início da Guerra dos Trinta Anos devido à superioridade do lado imperial. Após a dissolução da União, Joaquim Ernesto foi acusado pelos seus inimigos católicos de ter começado a guerra e, a partir desse momento, tomou a decisão de se distanciar dos seus antigos aliados.

## Casamento e descendência
Em 1612, Joaquim casou-se com a duquesa Sofia de Solms-Laubach. Juntos tiveram cinco filhos:
1. Sofia de Brandemburgo-Ansbach (10 de janeiro de 1614 - 3 de dezembro de 1646), casada com o marquês Erdmann Augusto de Brandemburgo-Bayreuth; com descendência.
2. Frederico III de Brandemburgo-Ansbach (1 de maio de 1616 - 6 de setembro de 1634), marquês de Brandemburgo-Ansbach, morreu solteiro e sem descendência.
3. Alberto de Brandemburgo-Ansbach (nascido e morto em 1617)
4. Alberto II de Brandemburgo-Ansbach (18 de setembro de 1620 - 22 de outubro de 1667), marquês de Brandemburgo-Ansbach; casado primeiro com a princesa Henriqueta Luísa de Württemberg-Mömpelgard; com descendência. Casado depois com a condessa Sofia Margarida de Oettingen-Oettingen; com descendência. Casado pela última vez com a princesa Cristina de Baden-Durlach; sem descendência.
5. Cristiano de Brandemburgo-Ansbach (1 de abril de 1623 - 10 de março de 1633), morreu aos nove anos de idade.

## Genealogia
| Joaquim Ernesto de Brandemburgo-Ansbach | Pai: João Jorge de Brandemburgo | Avô paterno: Joaquim II Heitor de Brandemburgo   | Bisavô paterno: Joaquim I Nestor de Brandemburgo  |
| Joaquim Ernesto de Brandemburgo-Ansbach | Pai: João Jorge de Brandemburgo | Avô paterno: Joaquim II Heitor de Brandemburgo   | Bisavó paterna: Isabel da Dinamarca               |
| Joaquim Ernesto de Brandemburgo-Ansbach | Pai: João Jorge de Brandemburgo | Avó paterna: Madalena da Saxónia                 | Bisavô paterno: Jorge da Saxônia                  |
| Joaquim Ernesto de Brandemburgo-Ansbach | Pai: João Jorge de Brandemburgo | Avó paterna: Madalena da Saxónia                 | Bisavó paterna: Barbara da Polónia                |
| Joaquim Ernesto de Brandemburgo-Ansbach | Mãe: Isabel de Anhalt-Zerbst    | Avô materno: Joaquim Ernesto, Príncipe de Anhalt | Bisavô materno: João V, Príncipe de Anhalt-Zerbst |
| Joaquim Ernesto de Brandemburgo-Ansbach | Mãe: Isabel de Anhalt-Zerbst    | Avô materno: Joaquim Ernesto, Príncipe de Anhalt | Bisavó materna: Margarida de Brandemburgo         |
| Joaquim Ernesto de Brandemburgo-Ansbach | Mãe: Isabel de Anhalt-Zerbst    | Avó materna: Inês de Barby-Mühlingen             | Bisavô materno: Wolfgang I de Barby-Mühlingen     |
| Joaquim Ernesto de Brandemburgo-Ansbach | Mãe: Isabel de Anhalt-Zerbst    | Avó materna: Inês de Barby-Mühlingen             | Bisavó materna: Inês de Mansfeld zu Mittel-Ort    |